# 흥덕군
흥덕군(興德郡)은 지금의 전북특별자치도 고창군 북부 지역에 있었던 행정 구역이다.

## 역사
백제 때 상칠현(上柒縣)이었는데 신라의 통일 이후 고부군(古阜郡) 상질현(尙質縣)으로 이름을 고쳤다. 고려 때는 창덕현(昌德縣)으로 이름을 고쳤다가 1298년(충렬왕 24년)에 흥덕현으로 고쳤다. 1895년 흥덕군으로 이름을 바꾸었다가 1914년 고창군에 통폐합되었다.

## 1914년 이후
1914년의 행정구역과 현재의 행정구역 비교
| 조선총독부령 제111호 |             |             |                                                                                |
| 구 행정구역 | 신 행정구역 | 신 행정구역 | 신 행정구역                                                                    |
| 흥덕군 현내면(縣內面) 서문리/교촌 일부/오태동 일부, 한림동/녹사리/동문리 일부/동부리 일부/복룡촌 일부, 석호촌/신조리 일부/오태동 일부/교촌 일부/(북면)회목동 일부, 치리/구동/동문리 일부/복룡촌 일부/신흥리 일부/(북면)석우촌 일부, 서부리/동부리 일부/신조리 일부 | 고창군      | 흥덕면      | 교운리, 동사리, 오호리, 치룡리, 흥덕리                                         |
| 흥덕군 북면(北面) 내남당/대양리/제내촌/용반리/관동 일부/동신기 일부/회화정 일부/외남당 일부/중남당 일부/오정리 일부/(부안군 건선면)신흥리 일부/신정리 일부, 주항동/회목동 일부/사포리 일부, 석신기/동림리/석우촌 일부/동신기 일부/관동 일부/회화정 일부/신흥리 일부, 연장동/용소동/목우촌/신덕리/용두리 일부, 연지동/신송리/노동/미동/구송리/신흥리 일부/석우촌 일부, 하남당/신흥리/회화정 일부/외남당 일부/중남당 일부/(일동면)산양리 일부/관동 일부/(부안군 건선면)신흥리 일부/(고부군 서부면)중리 일부, 대촌/후포리/용두리 일부/사포리 일부/석우촌 일부/신송리 일부 | 고창군      | 흥덕면      | 용반리, 사포리, 석우리, 신덕리, 신송리, 하남리, 후포리                         |
| 흥덕군 부안면(富安面) 중복리/덕흥리/계곡리/서당촌, 상오산/하오산/우수점/구정리/(이서면)등성리 일부, 팽정리/창내리/중산리/장등리/검곡리 일부/부귀리 일부/(이서면)신안리, 주촌/회룡리/종산리/용전리/상대동/하대동/갈마동/부귀리 일부, 용연리/반용리/신천리, 석암리/원당리/상포리/반월리/인촌 일부, 봉오리/인촌 일부/대고리 일부/(이서면)죽도리, 소고리/안현리/대고리 일부/신흥리 일부, 구룡리/신흥리 일부/(이서면)선운리, 수남리/선양리/신기리/검곡리 일부 | 고창군      | 부안면      | 중흥리, 오산리, 검산리, 수동리, 수앙리, 상암리, 봉암리, 송현리, 선운리, 수남리 |
| 흥덕군 일남면(一南面) 가평리/백계동/갈촌/노동/(이남면)원동, 월계리/덕곡리/화동/대장동/왕림리 일부, 전중리/구산촌/아산리/도산리/왕림리 일부/월화리 일부, 임리/만화동/야동 일부/외화동 일부/(이남면)대강리, 제내촌/빈월산/칠현동/용암리/외화동 일부/야동 일부/종송리 일부, 내화리/구암리/외화동 일부/월화리 일부, 내고리/외고리/성암촌/성하촌/종송리 일부 | 고창군      | 신림면      | 가평리, 덕화리, 도림리, 무림리, 송암리, 외화리, 제하리                         |
| 흥덕군 이남면(二南面) 궁평리/성남리/신성리/용전리/용계리/용연리 일부/월계리 일부, 서세리/남세리/관동/은정동/입석리/석문리/(일서면)작산리 일부, 내동/송촌/신송리/농암리 일부/(일서면)수침동 일부, 청송리/해평리/입신리/입전리/용계리/용연리 일부/월평리 일부, 석암리/해암리/해월리/해천리/신촌/자포리 일부/마산리 일부/농암리 일부/용연리 일부 | 고창군      | 신림면      | 반룡리, 세곡리, 송용리, 신평리, 자포리                                         |
| 흥덕군 일서면(一西面) 산직동/세천리/평월리/서당촌/벽송동/덕림촌 일부/용교동 일부/(이서면)신림촌 일부/마산리 일부, 법지리/장승점/관동/영구리 일부/수침동 일부/(이서면)신기리, 풍암치/부흥동/작산리 일부/덕림리 일부/용교동 일부/(이남면)자포리 일부, 백운리/삼태리/중등리/조양리/궁현리/진목정 일부/(이서면)석산리 | 고창군      | 벽사면      | 벽송리, 법지리, 부송리, 운양리                                                 |
| 흥덕군 이서면(二西面) 신점촌/사창리/(일서면)진목정 일부, 죽송리/덕평리/외사리/내사리/제내리/용정리/(일서면)영구리 일부/통지리, 중등리/상등리/등성리 일부, 오공리/석교리/(현내면)오태동 일부, 신덕리/반정리/용산리 일부 | 고창군      | 벽사면      | 사창리, 사천리, 상등리, 석교리, 용산리                                         |
| 흥덕군 일동면(一東面) 생근리/관정리/기동/도덕리/감동/백연동/산양리 일부/관동 일부/양협리 일부/(고부군 성포면)금동리 일부/(고부군 서부면)화산리 일부/중리 일부, 덕성리/부동/엄동/동촌 일부/조동 일부/(고부군 성포면)기린리 일부/금동리 일부, 장교촌/당사촌/칠성동/장수동/구동/관동 일부/(이동면)신평리, 내토리/운등리/운산리/동부리/계동/석우동/낙산리 일부/거월리 일부/외토리 일부, 신점리/신시리/치등리/외동/거월리 일부/외토리 일부, 금평리/필선동/석전동/월명동/조동 일부/동촌 일부/와석리 일부/(고부군 성포면)기린리 일부                                          | 고창군      | 성내면      | 덕산리, 부덕리, 신성리, 양계리, 월성리, 조동리                                 |
| 흥덕군 이동면(二東面) 신월리/신흥리/주항리/상현리/대곡리/내안촌 일부/신정리 일부/해평리 일부, 구평리/내동산/외동산/월봉촌 일부/한정리 일부/토등리 일부, 세월리/은동 일부/죽동 일부/낙산리 일부/(고부군 성포면)애당리 일부, 봉서리/대천리/해평리 일부/신정리 일부/옥교리 일부/(이서면)왕동, 용전리/우동/학동/진목동/상교동/구성동/옥교리 일부, 인천리/신동/내옥리/외옥리/구정리/광주동/월봉촌 일부/안유리 일부, 입산리/죽림리/송림리/편월리/토등리 일부/내안촌 일부/한정리 일부/안유리 일부, 장산리/태동/태산리/어룡리/은행리/지선리                                    | 고창군      | 성내면      | 대흥리, 동산리, 용교리, 산림리, 신대리, 옥제리, 월산리                         |
| 흥덕군 이동면(二東面) 신월리/신흥리/주항리/상현리/대곡리/내안촌 일부/신정리 일부/해평리 일부, 구평리/내동산/외동산/월봉촌 일부/한정리 일부/토등리 일부, 세월리/은동 일부/죽동 일부/낙산리 일부/(고부군 성포면)애당리 일부, 봉서리/대천리/해평리 일부/신정리 일부/옥교리 일부/(이서면)왕동, 용전리/우동/학동/진목동/상교동/구성동/옥교리 일부, 인천리/신동/내옥리/외옥리/구정리/광주동/월봉촌 일부/안유리 일부, 입산리/죽림리/송림리/편월리/토등리 일부/내안촌 일부/한정리 일부/안유리 일부, 장산리/태동/태산리/어룡리/은행리/지선리                                    | 정읍군      | 입암면      | 지선리                                                                         |